# La mano che uccide
La mano che uccide (Danger Route) è un film del 1967 diretto da Seth Holt.

## Trama
Durante la guerra fredda, un agente segreto britannico viene mandato ad uccidere un disertore sovietico trattenuto dalla CIA in Inghilterra, ma la missione, apparentemente semplice si trasforma in un incastro di situazioni ad opera di agenti che fanno il doppio gioco.